# Мирандиба
Мирандиба (порт. Mirandiba) — муниципалитет в Бразилии, входит в штат Пернамбуку. Составная часть мезорегиона Сертан штата Пернамбуку. Входит в экономико-статистический микрорегион Салгейру. Население составляет 13 304 человека на 2007 год. Занимает площадь 809 км². Плотность населения — 16,44 чел./км².

## История
Город основан в 1958 году.

## Статистика
- Валовой внутренний продукт на 2005 год составляет 33 896 000 реалов (данные: Бразильский институт географии и статистики).
- Валовой внутренний продукт на душу населения на 2005 год составляет 2552 реала (данные: Бразильский институт географии и статистики).
- Индекс развития человеческого потенциала на 2000 год составляет 0,636 (данные: Программа развития ООН).